# Green Mountain Giant
Le Green Mountain Giant est un bloc erratique situé dans le Vermont, aux États-Unis.

## Description
Le rocher a une longueur de 12 m (40 feet), une largeur de 9 m (32 feet), une circonférence de 38 m (125 feet), et un poids de 3 400 tonnes. Il est formé de gneiss.